# Alex Hirsch
Alexander Robert Hirsch (sinh ngày 18 tháng 6 năm 1985) là một nhà làm phim hoạt hình, diễn viên lồng tiếng, nhà sản xuất. Anh là tác giả của series phim hoạt hình nổi tiếng Gravity Falls của Disney Channel. Alex đã được nhận giải BAFTA và Annie Awards cho series phim này. Anh cũng là tác giả của cuốn nhật ký Journal 3 trong Gravity Falls ngoài đời thật, một trong những cuốn sách xuất hiện trong danh sách bán chạy nhất trên tờ The New York Times trong gần một năm.

## Thời thơ ấu và giáo dục
Alex Hirsch sinh ra ở Piedmont, California vào năm 1985. Anh học trung học ở Trường trung học Piedmont. Khi còn là một học sinh, Hirsch đã thắng cuộc thi Bird Calling hàng năm của trường vào năm 2002 và được xuất hiện trong chương trình Late Show with David Letterman.
Alex học đại học tại Học viện Nghệ thuật California (CalArts) nơi anh đã làm một số dự án và phim ngắn bao gồm cả phim cuối khoá của mình, "Off The Wall", kết hợp hoạt hình và live-action. Hirsch cũng đã dành mùa hè năm 2006 làm việc tại Portland, khi anh làm một dự án sau này bị hủy cho studio Laika. Hirsch tốt nghiệp đại học năm 2007.

## Nghề nghiệp
Công việc đầu tiên của Hirsch sau khi tốt nghiệp CalArts là người viết kịch bản và vẽ phân cảnh cho The Marvelous Misadventures of Flapjack trên Cartoon Network, nơi anh làm việc cùng với các cựu sinh viên trường CalArts, J. G.  Quintel, Pendleton Ward và Pat McHale. Sau đó, anh tiếp tục phát triển series Fish Hooks cùng với Maxwell Atoms và Justin Roiland, tác giả sau này của Rick and Morty.
Năm 2012, Hirsch đã tạo ra series phim Gravity Falls. Chương trình đã được chiếu trên Disney XD vào năm 2014. Phim đã giành được Giải thưởng Học viện Trẻ em Anh  và Giải thưởng Annie năm 2015  và được đề cử cho một số giải thưởng khác (bao gồm cả Giải thưởng Peabody năm 2016). Gravity Falls kết thúc vào tháng 2 năm 2016 và Alex bắt đầu làm các dự án khác.
Vào tháng 7 năm 2016, Hirsch đã tạo ra một cuộc săn kho báu toàn cầu  (được gọi là "Cuộc săn mật mã") cho những người hâm mộ Gravity Falls với những manh mối được giấu trên khắp thế giới bao gồm ở Hoa Kỳ, Nhật Bản và Nga. Mục tiêu của cuộc săn lùng là tìm ra một bức tượng của nhân vật Gravity Falls Bill Cipher. Sau hai tuần, người hâm mộ của chương trình đã phát hiện ra bức tượng ở Reedport, Oregon. Cuộc săn lùng trùng hợp với việc phát hành cuốn sách gắn liền của Hirsch, Gravity Falls: Journal 3, cuối cùng xuất hiện trong danh sách bán chạy nhất của tờ New York Times trong gần một năm. Một graphic novel của Gravity Falls được viết bởi Hirsch đã chính thức được công bố vào tháng 7 năm 2017.
Ngoài Gravity Falls, Hirsch đã thực hiện xong công việc lồng tiếng cho một số dự án bao gồm Phineas và Ferb, Rick và Morty, và là phát thanh viên cho chương trình đặc biệt của Chelsea Peretti, One of the Great. Vào tháng 8 năm 2016, có thông báo rằng Hirsch đang đồng sáng tác bộ phim Pokémon hành động trực tiếp mới, Thám tử Pikachu, cùng với Guardians of the Galaxy và Captain Marvel của  Nicole Perlman. Vào tháng 2 năm 2017, Hirsch đã được thêm vào như một người đóng góp câu chuyện cho bộ phim hoạt hình Spider-Man sắp tới của Sony, Người Nhện: Vũ trụ mới.
Vào tháng 2 năm 2018 Hirsch đã sử dụng twitter của mình để công bố tiểu thuyết đồ họa Gravity Falls mới, thông qua một loạt các mảnh ghép mà anh sẽ phát hành trong suốt cả ngày. Kết hợp các mảnh ghép tiết lộ bìa của cuốn tiểu thuyết đồ họa Gravity Falls: Lost Legends; 4 Cuộc phiêu lưu hoàn toàn mới được viết bởi Hirsch và dự kiến sẽ được phát hành vào ngày 24 tháng 7 năm 2018.
Vào ngày 27 tháng 8 năm 2018, Hirsch đã ký một thỏa thuận với công ty phát trực tuyến Mỹ Netflix cho một hợp đồng nhiều năm, theo Variety.
Hirsch cũng đồng điều hành sản xuất bộ truyện Inside Jobs cùng với người sáng tạo và nhà sản xuất phim truyền hình Shion Takeuchi. Nửa đầu của mùa đầu tiên được công chiếu vào ngày 22 tháng 10 năm 2021, với nửa sau phát hành vào ngày 18 tháng 11 năm 2022, với mùa thứ hai được đặt hàng vào ngày 8 tháng 6 năm 2022. Tuy nhiên, vào ngày 8 tháng 1 năm 2023, Takeuchi tuyên bố rằng bộ truyện đã bị hủy, điều mà một đại diện từ Netflix xác nhận.
Hirsch là giọng nói của King, Hooty và những giọng nói bổ sung trong loạt phim hoạt hình Disney Channel Nhà cú, được tạo bởi Sân thượng Dana. Chương trình được công chiếu vào ngày 10 tháng 1 năm 2020.
Năm 2024 Hirsch viết The Book of Bill, một cuốn tiểu thuyết Gravity Falls nhắm vào một đối tượng người lớn. Cuốn sách được viết từ quan điểm của Bill Cipher, và cho thấy nguồn gốc của thực thể ấy và những gì đã xảy ra với nó sau khi kết thúc bộ truyện. The Book of Bill ra mắt như một Amazon và Top 1 The New York Times "Best-Seller".

## Cuộc sống cá nhân
Gravity Falls được lấy cảm hứng từ những trải nghiệm thời thơ ấu của Hirsch với chị gái sinh đôi của mình trong kỳ nghỉ hè. Anh ấy đặt nhiều trải nghiệm thực tế của mình trong chương trình, như sống ở vùng Piemonte và trick-or-treat với em gái khi còn nhỏ. Mabel Pines, một trong những nhân vật chính của Gravity Falls, được truyền cảm hứng từ chị gái sinh đôi của mình, Ariel Hirsch. Trong sê-ri Mabel có một con lợn cưng, giống như chị gái anh luôn muốn khi cô còn nhỏ. Vào năm 2017, Hirsch, cùng với Justin Roiland và Ethan Klein, đã giúp quyên góp hơn 200.000 đô la cho cứu trợ cơn bão Harvey thông qua một buổi phát trực tiếp từ thiện Twitch.

## Đóng phim

### Phim
| Năm  | Tên phim                 | Đạo diễn | Nhà sản xuất | Biên kịch | Lồng tiếng | Vai trò | Ghi chú                        |
| ---- | ------------------------ | -------- | ------------ | --------- | ---------- | ------- | ------------------------------ |
| 2006 | Off the Wall             | Có       | Có           | Có        | Có         | Wallby  | Phim ngắn                      |
| 2006 | Imaginary Friend         | Có       | Có           | Có        | Có         | Wally   | Phim ngắn                      |
| 2018 | Người Nhện: Vũ trụ mới   | Không    | Không        | Có        | Không      |         | Bản nháp gốc Người viết truyện |
| 2019 | Pokémon: Thám tử Pikachu | Không    | Không        | Có        | Không      |         | Bản nháp gốc                   |

### Truyền hình
| Năm       | Tên phim                                | Nhà sáng tác | Giám đốc sản xuất | Biên kịch | Lồng tiếng | Khác  | Vai trò                                                                   | Ghi chú |
| --------- | --------------------------------------- | ------------ | ----------------- | --------- | ---------- | ----- | ------------------------------------------------------------------------- | --- |
| 2002      | Late Show with David Letterman          | Không        | Không             | Không     | Không      | Có    |                                                                           | Khách mời với vai trò là người thắng cuộc thi gọi chim của trừong trung học Piedmont Tập phát sóng vào 19 tháng 6 2002 |
| 2008–2009 | The Marvelous Misadventures of Flapjack | Không        | Không             | Có        | Không      | Có    |                                                                           | |
| 2010–2014 | Fish Hooks                              | Không        | Không             | Có        | Có         | Có    | Clamantha Fumble Lồng tiếng bổ sung                                       | Tư vấn sáng tạo và đồng phát triển                                                                                     |
| 2012–2016 | Gravity Falls                           | Có           | Có                | Có        | Có         | Không | Grunkle Stan Soos Ramirez Old Man McGucket Bill Cipher Lồng tiếng bổ sung | Người tạo, nhà văn và nhà sản xuất điều hành                                                                           |
| 2013      | Phineas and Ferb                        | Không        | Không             | Không     | Có         | Không | Officer Concord the Juice Time Juice Box Flavor Cop                       | Tập phim: "Terrifying Tri-State Trilogy of Terror"                                                                     |
| 2015      | Rick and Morty                          | Không        | Không             | Không     | Có         | Không | Toby Matthews                                                             | Tập phim: "Big Trouble in Little Sanchez"                                                                              |
| 2016      | Wander Over Yonder                      | Không        | Không             | Không     | Có         | Không | Old Man Soosy Du Lồng tiếng bổ sung                                       | Tập phim: "The Cartoon"                                                                                                |
| 2018      | Star vs. the Forces of Evil             | Không        | Không             | Không     | Có         | Không | Ben Fotino                                                                | Tập phim: "Booth Buddies"                                                                                              |
| 2018      | We Bare Bears                           | Không        | Không             | Không     | Có         | Không | Internet Troll                                                            | Tập phim: "Charlie's Halloween Thing 2"                                                                                |
| 2020–2023 | The Owl House                           | Không        | Không             | Không     | Có         | Có    | King Hooty Lồng tiếng bổ sung                                             | Đồng thời cố vấn sáng tác                                                                                              |
| 2020      | Amphibia                                | Không        | Không             | Không     | Có         | Có    | The Curator Frog Soos                                                     | Tập phim: "Wax Museum" Cảm ơn đặc biệt, Tập: "The Hardest Thing"                                                       |
| 2021      | Kid Cosmic                              | Không        | Không             | truyện    | Không      | Không |                                                                           | 2 tập |
| 2021      | The Simpsons                            | Không        | Không             | Không     | Có         | Không | Bill Cipher                                                               | Tập phim: "Bart's in Jail!"                                                                                            |
| 2021–2022 | Inside Job                              | Không        | Có                | Có        | Có         | Không | Grassy Noel Atkinson Lồng tiếng bổ sung                                   | |
| TBA       | Untitled Alex Hirsch Project            | Có           | —                 | —         | —          | —     |                                                                           | Xác nhận loạt phim đang phát triển với Netflix                                                                         |

### Trò chơi điện tử
| Năm  | Tên phim                             | Vai trò            |
| ---- | ------------------------------------ | ------------------ |
| 2014 | Disney Infinity: Marvel Super Heroes | Lồng tiếng bổ sung |
| 2015 | Disney Infinity 3.0                  | Lồng tiếng bổ sung |